# عريوط (المهرة)

تعديل مصدري - تعديل

عريوط هي إحدى قرى مديرية المسيلة التابعة لمحافظة المهرة، بلغ تعداد سكانها 255 نسمة حسب تعداد اليمن لعام 2004.